# Miss Univers 1963
Miss Univers 1963, 12e édition du concours de Miss Univers a lieu le 20 juillet 1963, au Miami Beach Auditorium, à Miami Beach, Floride, États-Unis. 
Iêda Maria Vargas, Miss Brésil, âgée de 18 ans, remporte le prix.

## Résultats
| Classement final  | Candidates |
| ----------------- | --- |
| Miss Univers 1963 | - Brésil - Iêda Maria Vargas |
| 1re dauphine      | - Danemark - Aino Korva |
| 2e dauphine       | - Irlande - Marlene McKeown |
| 3e dauphine       | - Philippines - Lalaine Betia Bennett |
| 4e dauphine       | - Corée - Kim Myoung-Ja |
| Top 15            | - Afrique du Sud - Ellen Liebenberg - Allemagne - Helga Carla Ziesemer - Argentine - Olga Galuzzi - Autriche - Gertrude Bergner - Colombie - María Cristina Álvarez González - États-Unis - Marite Ozers - Finlande - Riitta Anja Hellevi Kautiainen - France - Monique Lemaire - Italie - Gianna Serra - Japon - Noriko Ando |

## Prix spéciaux
| Prix                      | Candidates                  |
| ------------------------- | --------------------------- |
| Miss Congénialité         | - Écosse - Grace Taylor     |
| Miss Photogénique         | - Irlande - Marlene McKeown |
| Meilleur costume national | - Israël - Sherin Ibrahim   |

## Candidates
| - Argentine - Olga Galuzzi - Autriche - Gertrude Bergner - Bahamas - Sandra Louise Young - Belgique - Irene Godin - Bolivie - Ana Maria Velasco Gutierrez - Brésil - Ieda Maria Vargas - Guyana - Gloria Flackman - Canada - Jane Kmita - Ceylan - Manel De Silva - Colombie - Maria Cristina Alvarez Gonzalez - Costa Rica - Sandra Chrysopulos Morua - Cuba - Alicia Margit Chia - Curaçao - Philomena Zielinski - Danemark - Aino Korva - République dominicaine - Carmen Benicia Abinader De Benito - Équateur - Patricia Cordova - Finlande - Riitta Anja Hellevi Kautiainen - France - Monique Lemaire - Allemagne - Helga Carla Ziesemer - Grèce - Despina Orgeta - Pays-Bas - Else Onstenk - Islande - Theodora Thordardottir - Irlande - Marlene McKeown - Israël - Sherin Ibrahim - Italie - Gianna Serra | - Jamaïque - June Maxine Brown - Japon - Noriko Ando - Korea - Kim Myoung-Ja - Luxembourg - Mia Dahm - Maroc - Selma Rahal - Nouvelle-Zélande - Regina Ellen Scandrett - Nicaragua - Leda Sanchez - Norvège - Eva Carlberg - États-Unis Okinawa - Reiko Uehara - Paraguay - Amelia Benitez - Pérou - Dora Toledano Godier - Philippines - Lalaine Betia Bennett - Porto Rico - Jeanette Blascoechea - Écosse - Grace Calder W.Taylor - Afrique du Sud - Ellen Liebenberg - Espagne - Maria Rosa Perez Gomez - Suriname - Brigitta Hougen - Suède - Kerstin Margareta Jonsson - Suisse - Diane Tanner - Trinité - Jean Stoddart - Turquie - Guler Samuray - Uruguay - Graciela Pintos - États-Unis - Marite Ozers - Venezuela - Irene Morales Machado - Pays de Galles - Maureen Thomas |

## Juges
| - Edilson Cid Varela - Cesare Danova - Kiyoshi Hara | - Russell Patterson - Peter Sellers - Earl Wilson |